# 柔副鰍
柔副鰍（學名：Paracobitis rhadinaea）為輻鰭魚綱鯉形目條鰍科副鰍屬的其中一種。分布於亞洲伊朗的錫斯坦盆地和阿富汗赫爾曼德河流域，體長可達23.6公分，棲息在溪流底層水域，生活習性不明。

## 扩展阅读
維基物種上的相關：柔副鰍